# Liste der Biografien/Wolfa
Liste der Biografien |
Portal Biografien |
Personensuche
# |
A |
B |
C |
D |
E |
F |
G |
H |
I |
J |
K |
L |
M |
N |
O |
P |
Q |
R |
S |
T |
U |
V |
W |
X |
Y |
Z |
?
 
Wa |
Wc |
Wd |
We |
Wh |
Wi |
Wj |
Wl |
Wn |
Wo |
Wr |
Ws |
Wt |
Wu |
Ww |
Wy |
Wz
 
Woa |
Wob |
Woc |
Wod |
Woe |
Wof |
Wog |
Woh |
Woi |
Woj |
Wok |
Wol |
Wom |
Won |
Woo |
Wop |
Wor |
Wos |
Wot |
Wou |
Wov |
Wow |
Wox |
Woy |
Woz
 
Wola |
Wolb |
Wolc |
Wold |
Wole |
Wolf |
Wolg |
Wolh |
Woli |
Wolj |
Wolk |
Woll |
Wolm |
Woln |
Wolo |
Wolp |
Wolr |
Wols |
Wolt |
Wolv |
Woly |
Wolz
 
Wolfa |
Wolfb |
Wolfc |
Wolfe |
Wolff |
Wolfg |
Wolfh |
Wolfi |
Wolfk |
Wolfl |
Wolfm |
Wolfn |
Wolfo |
Wolfr |
Wolfs |
Wolft
Die Liste der Biografien führt alle Personen auf, die in der deutschsprachigen Wikipedia einen Artikel haben. Dieses ist eine Teilliste mit 12 Einträgen von Personen, deren Namen mit den Buchstaben „Wolfa“ beginnt.

## Wolfa

### Wolfah
- Wolfahrt, Markus (* 1960), österreichischer Musiker

### Wolfan
- Wolfangel, Eva (* 1975), deutsche Journalistin und KulturwissenschaftlerinEva Wolfangel (* 1975)

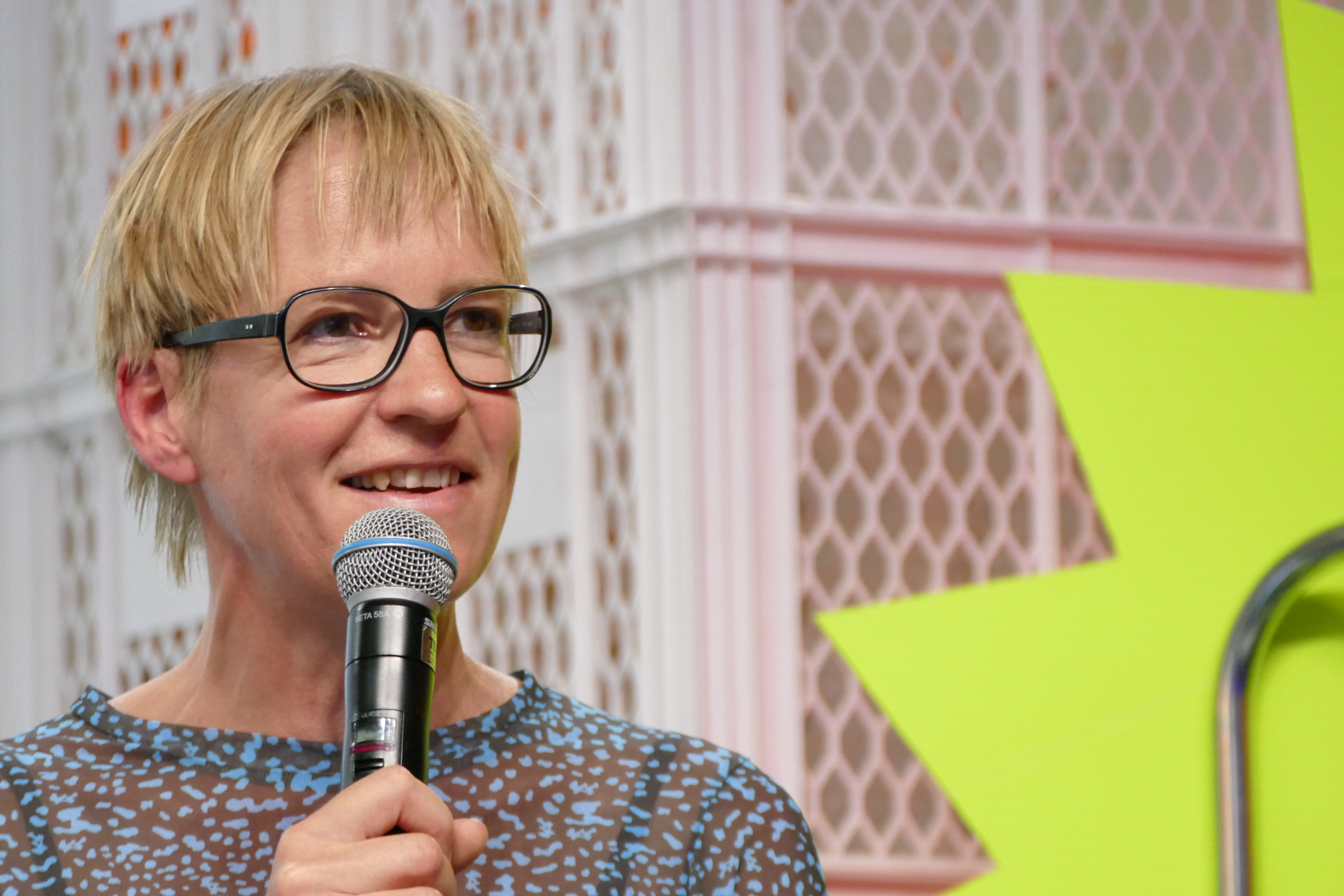
Eva Wolfangel (* 1975)

### Wolfar
- Wolfard, Adolf (1901–1951), deutscher Redakteur
- Wolfart, Johann Daniel (1673–1736), Hof- und Konsistorialrat, landgräflicher Vizekanzler
- Wolfart, Johann Heinrich (1710–1783), Hof- und Konsistorialrat in der Grafschaft Hanau
- Wolfart, Jürgen (* 1945), deutscher Mathematiker
- Wolfart, Karl Christian (1778–1832), deutscher Arzt
- Wolfart, Petrus (1675–1726), deutscher Mediziner, Professor für Medizin und Physik, Mitglied der Leopoldina
- Wolfart, Philip-Ludwig (1775–1855), deutscher Beamter im Herzogtum Ansbach, Herzogtum Warschau und in Preußen
- Wolfart, Stefan (* 1968), deutscher Zahnarzt und Hochschullehrer
- Wolfarth, Bernd (* 1965), deutscher Sportmediziner und Hochschullehrer
- Wolfarth, Christian (* 1960), Schweizer Jazzschlagzeuger